# NGC 949
NGC 949 je spirální galaxie v souhvězdí Trojúhelníku. Její zdánlivá jasnost je 11,6m a úhlová velikost 3,0′ × 1,6′. Je vzdálená 32 milionů světelných let, průměr má 25 000 světelných let. Je členem skupiny galaxií galaxie NGC 1023. Galaxii objevil 21. září 1786 William Herschel.